# أميليا ناتاشا
أميليا ناتاشا (بالإندونيسية: Amelia Natasha)‏ هي مقدمة تلفزيونية إندونيسية، ولدت في 29 مايو 1979.